# فوينتي إل سول
فوينتي إل سول (بالإسبانية: Fuente el Sol)‏ هي بلدية تقع في مقاطعة بلد الوليد، قشتالة وليون بإسبانيا.